# 1562
| 1562               |
| ------------------ |
| Dødsfald - Fødsler |
|                    |

| Gregoriansk kalender | 1562 MDLXII             |
| Ab urbe condita      | 2315                    |
| Armensk kalender     | 1011 ԹՎ ՌԺԱ             |
| Kinesiske kalender   | 4258 – 4259 辛酉 – 壬戌 |
| Etiopisk kalender    | 1554 – 1555             |
| Jødisk kalender      | 5322 – 5323             |
| Hindukalendere       |                         |
| - Vikram Samvat      | 1617 – 1618             |
| - Shaka Samvat       | 1484 – 1485             |
| - Kali Yuga          | 4663 – 4664             |
| Iransk kalender      | 940 – 941               |
| Islamisk kalender    | 969 – 970               |

Konge i Danmark:Frederik 2. 1559-1588
Se også 1562 (tal)

## Begivenheder
- 1. marts – En massakre på en Huguenotforsamling starter en borgerkrig i Frankrig: Huguenotkrigene, der varer til 1598